# 丘履嘉
丘履嘉（1580年—16世纪？），字原禮，號存峰，浙江嘉興縣籍，南直隸松江府華亭縣人，明朝官员。

## 生平
萬曆二十八年（1600年）庚子科浙江鄉試第七名舉人，萬曆三十八年庚戌科會試二百三十九名，第三甲第一百九十五名進士。工部觀政，三十九年授河南商丘縣知縣，四十三年本省同考，四十四年陞禮部主事，四十六年丁外艱。服阕，起复祠祭司主事，天啓四年（1624年）与吏部考功主事孙昌龄主考甲子科陕西乡试，升礼部员外郎，六年十月升湖广布政使司右参议、管驿传道。

## 家族
曾祖丘用；祖丘國賢；父丘民貴，辛卯舉人，任福建長汀知縣致仕；母張氏（封孺人）。具慶下。弟兆嘉；嗣嘉。子以繩；以紹；以纘；以綿。